# Славиша Богдановић
Славиша Богдановић (Требиње, 11. октобар 1993) је босанскохерцеговачки фудбалер који тренутно наступа за Вележ из Мостара. Висок је 193 центиметра и игра на позицији голмана.

## Каријера
Богдановић је своју фудбалску каријеру започео у Леотару у родног Требиња. Потом је приступио београдском Раду, а потом је као уступљени играч наступао за Палић. Током 2013. године био је члан суботичког Спартака, као и Дорћола. Почетком наредне године, потписао је за Радник из Сурдулице. У Првој лиги Србије дебитовао је 28. маја 2014, против екипе Слоге из Петровца на Млави. По одласку из екипе Радника, наступао је за Срем из Јакова. Афирмацију је стекао као играч БСК-а из Борче, где је током две сезоне забележио 43 наступа у Првој лиги Србије, као и 3 утакмице у купу Србије. Након испадања овог клуба из савезног такмичења, Богдановић је напустио БСК лета 2017. као слободан играч. Претпоследњег дана летњег прелазног рока, 30. августа исте године, приступио је екипи Смедерева.